# کانوست
کانوست (انگلیسی: Canwest) شرکت رسانه‌ای کانادایی است، که در سال ۱۹۷۴ تأسیس شد.